# Armita Geravand
Armita Geravand (en persa: آرمیتا گراوند) (Kermansah, 2 d'abril de 2006 - Teheran, 28 d'octubre de 2023) va ser una estudiant kurda iraniana, que l'1 d'octubre de 2023 va quedar en coma al metro de Teheran després que la Patrulla d'Orientació de la policia iraniana l'agredís per no portar el vel islàmic. D'aleshores ençà va ingresar a la unitat de cures intensives d'un hospital de l'exèrcit, on va ser declarada amb mort cerebral el 22 d'octubre de 2023 i oficialment morta el 28 d'octubre d'aquell mateix any. L'incident es va comparar amb la mort de Mahsà Aminí.

## Context
A l'Iran, les dones estan obligades per llei a cobrir-se els cabells i a portar roba allargada com a part dels estrictes codis de vestimenta islàmics. Aquelles que infringeixen la norma s'enfronten a reprimenda pública, multes o detenció per part de la policia religiosa islàmica, també coneguda com a «policia de la moral». El setembre de 2022, Mahsà Aminí, de 22 anys, va morir sota custòdia de la Patrulla d'Orientació de la policia iraniana després de ser detinguda per, presumptament, no portar ben col·locat el hijab. La mort d'Aminí va provocar protestes a tot l'Iran, que es van conèixer com a «moviment Mahsà». En resposta, el règim va reprimir l'activisme i va endurir les lleis del vel islàmic.

## Trajectòria
Nascuda a Kermansah el 2 d'abril 2006 (13 favardin 1385), va estudiar art al Conservatori Estatal Arwa al-Wathgi de Teheran i era aficionada a practicar taekwondo. L'1 d'octubre de 2023 va ser vista entrant al metro de Teheran amb dos amics. Més tard, va ser arrossegada fora d'un vagó, inconscient, i va ser traslladada a un hospital. Segons el grup kurd de defensa dels drets humans Hengaw i els seus dos amics, agents de la policia moral van recriminar a Geravand que no portés el mocador posat i, després d'un breu altercat, va ser agredida i va caure, fent-la colpejar el cap i perdre el coneixement. Va ser ingressada a l'hospital amb «lesions cerebrals greus». Les autoritats iranianes van negar que hi hagués hagut cap enfrontament físic i van afirmar que es va desmaiar a causa de la pressió arterial baixa.
Les imatges de la càmera de seguretat de l'estació de metro mostren com la víctima va entrar al tren sense mocador al cap, juntament amb dues noies més. Moments després, els seus amics se l'endugueren inconscient del tren. Els mitjans estatals iranians van afirmar que aquestes imatges demostraven la seva narrativa, però no mostraven els esdeveniments dins del vagó del tren que van conduir al coma de la noia.

## Conseqüències
L'hospital on va ingressar l'estudiant estava envoltat de forces de seguretat, que, segons es diu, van amenaçar la família i amistats de la víctima. Un periodista que va intentar investigar el seu estat va ser detingut breument. El govern de l'Iran va rebutjar les crítiques internacionals, qualificant-les d'«intervencionista». Els funcionaris van defensar la tesi la jove simplement es va desmaiar i va patir una lesió accidental.
El 22 d'octubre, els mitjans de comunicació estatals de l'Iran van anunciar que havia estat declarada amb mort cerebral després d'estar en coma durant diverses setmanes. Sis dies després, el 28 d'octubre, es va comunicar la seva mort oficial a l'hospital de Teheran on estava ingressada. El cas va suscitar crítiques internacionals i demandes d'una investigació independent sobre la causa del seu estat. Al seu torn, la ministra d'Afers Exteriors alemanya Annalena Baerbock va qualificar l'agressió d'«insuportable».